# Пенбутолол
Пенбутолол (англ. Penbutolol, лат. Penbutololum), який продається під торговими марками «Леватол», «Леватолол», «Лобета», «Пагінол», «Хостаблок», «Бетапрессин» — препарат із класу бета-блокаторів, що використовується для лікування артеріальної гіпертензії. Пенбутолол здатний зв'язуватися як з бета-1-адренорецепторами, так і з бета-2-адренорецепторами (двома підтипами рецепторів), та відноситься до неселективних β-блокаторів. Пенбутолол також має симпатоміметичні властивості, та може діяти як частковий агоніст β-адренорецепторів.
Пенбутолол був схвалений FDA у 1987 році, та вилучений з ринку США в січні 2015 року.

## Медичне використання
Пенбутолол використовується для лікування легкої та помірної артеріальної гіпертензії. Як і інші бета-блокатори, він не є препаратом першої лінії для лікування при цьому показанні. Препарат не слід використовувати або використовувати лише з обережністю особам із серцевою недостатністю та астмою. Він може маскувати ознаки гіпоглікемії в осіб з діабетом, а також ознаки гіпертиреозу. Дослідження на тваринах показали деякі ознаки потенційних проблем для вагітних жінок, і препарат не досліджувався на вагітних жінках. Невідомо, чи виділяється пенбутолол у грудне молоко.

## Побічні ефекти
Пенбутолол має низьку частоту побічних ефектів. Цими побічними ефектами є запаморочення, легке недомагання та нудота.

## Фармакологія

### Фармакодинаміка
Пенбутолол здатний зв'язуватися як з бета-1-адренорецепторами, так і з бета-2-адренорецепторами (двома підтипами рецепторів), та відноситься до неселективних β-блокаторів. Пенбутолол також має симпатоміметичні властивості, та може діяти як частковий агоніст β-адренорецепторів.
Блокування β-адренорецепторів знижує частоту серцевих скорочень та серцевий викид, що призводить до зниження артеріального тиску. β-блокатори також знижують рівень реніну, що зрештою призводить до зменшення реабсорбції води нирками та, як наслідок, до зниження об'єму крові та артеріального тиску.
Пенбутолол діє на β1-адренорецептори як у серці, так і в нирках. Коли β1-рецептори активуються катехоламінами, вони стимулюють зв'язаний G-білок, який активує аденіліл для перетворення аденозинтрифосфату (АТФ) на циклічний аденозинмонофосфат (цАМФ). Збільшення цАМФ змінює рух іонів кальцію в міокарді та збільшує частоту серцевих скорочень. Пенбутолол блокує цей процес та зменшує частоту серцевих скорочень, а також знижує артеріальний тиск.
Здатність пенбутололу діяти як частковий агоніст адренорецепторів виявляється корисною для запобігання брадикардії внаслідок надмірного зниження частоти серцевих скорочень. Зв'язування пенбутололу з β1-адренорецепторами також змінює функцію нирок. За нормальних фізіологічних умов фермент ренін перетворює ангіотензиноген на ангіотензин I, який потім перетворюється на ангіотензин II. Ангіотензин II стимулює вивільнення альдостерону з надниркових залоз, що призводить до зменшення затримки електролітів та води, зрештою збільшуючи екскрецію води та зменшуючи об'єм і тиск крові.
Як і пропранолол та піндолол, пенбутолол є антагоністом рецепторів серотоніну 5- HT1A та 5-HT1B; відкриття цього, зроблене кількома групами в 1980-х роках, викликало ажіотаж серед тих, хто досліджував систему серотоніну, оскільки такі антагоністи були рідкістю на той час.

### Фармакокінетика
Пенбутолол швидко всмоктується зі шлунково-кишкового тракту, має біодоступність понад 90 % та швидкий початок дії. Період напіввиведення пенбутололу становить 5 годин.

## Суспільство та культура

### Доступність
Пенбутолол був схвалений FDA у 1987 році. У січні 2015 року FDA повідомило, що пенбутолол більше не продається в США, і визначило, що препарат не було вилучено з міркувань безпеки.